# Na granicy między dwiema legendami
Na granicy między dwiema legendami (tyt. oryg. Në kufi të dy legjendave) – albański film fabularny z roku 1981 w reżyserii Piro Milkaniego.

## Opis fabuły
Akcja filmu rozgrywa się w jednym z rolniczych ośrodków badawczych w rejonie bagien Nusekane, w miejscu, o którym Albańczycy opowiadali wiele legend. Na praktykę przyjeżdżają dwie studentki agronomii: Eda i Bora. Jest w nich pasja do wykonywanej pracy, ale i potrzeba rywalizacji. Między Borą a miejscowym agronomem Fanem rodzi się uczucie.
Film realizowano w Lushnji.

## Obsada
- Vjollca Pepa jako Bora
- Eduard Makri jako Fani
- Matilda Makoçi jako Eda
- Thimi Filipi jako Lefter
- Elida Cangonji jako Elena
- Birçe Hasko jako Xhelo
- Kristaq Skrami jako Viktor